# هوراس تبر براون
هوراس تبر براون (انگلیسی: Horace Tabberer Brown؛ ۲۰ ژوئیه ۱۸۴۸ – ۶ فوریهٔ ۱۹۲۵) شیمی‌دان اهل پادشاهی متحد بریتانیای کبیر و ایرلند بود.
وی همچنین برندهٔ جوایزی همچون همکار انجمن سلطنتی، مدال کاپلی، و مدال پادشاهی شده‌است.